# Harley (Ontario)
Harley to gmina (ang. township) w Kanadzie, w prowincji Ontario, w dystrykcie Timiskaming.
Powierzchnia Harley to 91,73 km².
Według danych spisu powszechnego z roku 2001 Harley liczy 557 mieszkańców (6,07 os./km²).